# Veitshöchheim
Veitshöchheim település Németországban, azon belül Bajorországban. Lakosainak száma 9840 fő (2023. december 31.). Veitshöchheim Güntersleben és Thüngersheim községekkel határos.

## Népesség
A település népessége az elmúlt években az alábbi módon változott:
| Lakosok száma | 1547 | 3582 | 7748 | 8535 | 9669 | 9695 | 9635 | 9642 | 9491 | 9840 |
|               | 1875 | 1950 | 1975 | 1987 | 2012 | 2014 | 2016 | 2017 | 2021 | 2023 |